# 繪圖師的合約
《繪圖師的合約》是一齣1982年的英國電影，由彼得·格連納韋編劇兼導演，這是格連納韋自1980年的長篇仿紀錄片《姓科的人》之後第一部故事片。這部源於英國第四台的犯罪題材電影背景設置在1694年威廉三世和瑪麗二世共治下的英格蘭渭州郡，麥可·尼曼的電影配樂大量借用亨利·珀塞爾的風格，加上在依照那個時代的服裝基礎上稍作誇張修飾精心設計的電影服飾都處處還原了那個時代的感覺。影片於格魯布瑞奇莊園取景攝製，並贏得比利時影評人協會大獎。

## 藝術參考
此片視覺上的藝術靈感源自卡拉瓦喬、林布蘭、揚·維梅爾以及其他巴洛克畫家的作品，因此這部電影被賦予了「畫家品質」。格連納韋自己也說：「我認為我90%的電影都源自繪畫作品，而『合約』在這裏更明顯的是指卡拉瓦喬、喬治·德·拉·圖爾和其他法國與義大利畫家」。

## 外部連結
- The Draughtsman's Contract at petergreenaway.org.uk （英式英语）
- 互联网电影数据库（IMDb）上《繪圖師的合約》的资料（英文）
- 爛番茄上《繪圖師的合約》的資料（英文）
- AllMovie上《繪圖師的合約》的资料（英文）
- The Draughtsman's Contract at BFI （英式英语）
- 開眼電影網上《英國莊園殺人事件》的資料 （繁體中文）